# Ateleopus japonicus
Ateleopus japonicus (tiếng Nhật: 鯱振 / Shachiburi) là một loài cá thuộc chi Ateleopus.

## Đặc điểm
Kích thước cơ thể thường gặp từ 60–100 cm. Thân dài, dẹp bên, phần đầu gồ cao, phần đuôi thót nhỏ. Cơ thể không phủ vảy. Miệng dưới. Vây ngực ngắn, cao, vây hậu môn thấp, dài và liền với vây đuôi. Bộ xương còn nhiều sụn, mức độ xương hóa rất thấp nên cơ thể mềm mại. Mặt lưng màu xám nhạt, mặt bụng màu trắng. Vây bụng màu trắng, các vây khác màu đen.